# Partimage
Partimage é um software de clonagem de discos rígidos para Linux/Unix.

## Características
Partimage contém suporte experimental para partições em NTFS, e é incluído em várias distribuições de Linux, incluindo Debian e o Live CD PING, Knoppix e SystemRescueCD.